# Arteria comunicante posterior
Se conoce como arteria comunicante posterior a una de un par de arterias (derecha e izquierda) que establecen conexiones entre la arteria cerebral posterior y la arteria carótida interna. Realmente conecta las tres arterias cerebrales del mismo lado: Anteriormente, es una parte de la trifurcación terminal de la arteria carótida interna. La arteria cerebral anterior y la arteria cerebral media son las otras dos ramas de dicha trifurcación. Posteriormente, se comunica con la arteria cerebral posterior. Forma parte del círculo arterial cerebral o círculo de Willis.

## Ramas
Presenta ramas hacia el quiasma óptico, el nervio motor ocular común, el tálamo, el hipotálamo y la cola del núcleo caudado.

## Patología
El aneurisma de la arteria comunicante posterior es el segundo aneurisma más común en el círculo de Willis. (los aneurismas más comunes son los de la arteria comunicante anterior y pueden provocar parálisis del nervio oculomotor.

## Origen embriológico de la arteria comunicante posterior
El desarrollo de la ACP en el encéfalo fetal ocurre relativamente tarde y se produce tras la fusión de varios vasos embrionarios cerca del extremo caudal de la también llamada arteria comunicante posterior.
La ACP empieza como continuación de la arteria comunicante posterior en el 70-90% de los fetos, quedando como remanente las ACP con un origen basilar. El origen de la arteria carótida fetal normalmente involuciona a medida que la arteria vertebral y la arteria basilar se hacen dominantes, y encuentra un nuevo origen en la arteria basilar. Alrededor del 20% de los adultos mantienen el origen de la ACP en la arteria comunicante posterior, y, a su vez, en las arterias carótidas internas.